# Georg Rebhann

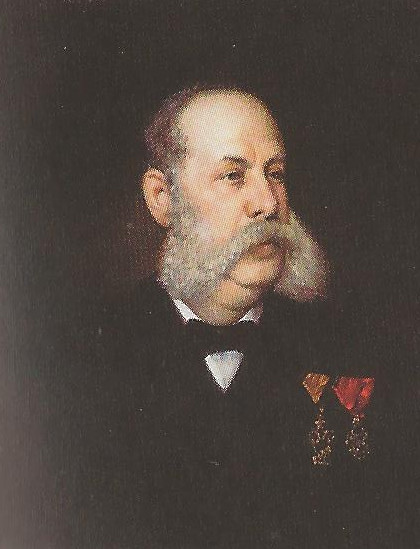
Georg Rebhann Ritter von Aspernbruck, posthum im Jahr 1893 von Wenzel Ottokar Noltsch angefertigtes Gemälde

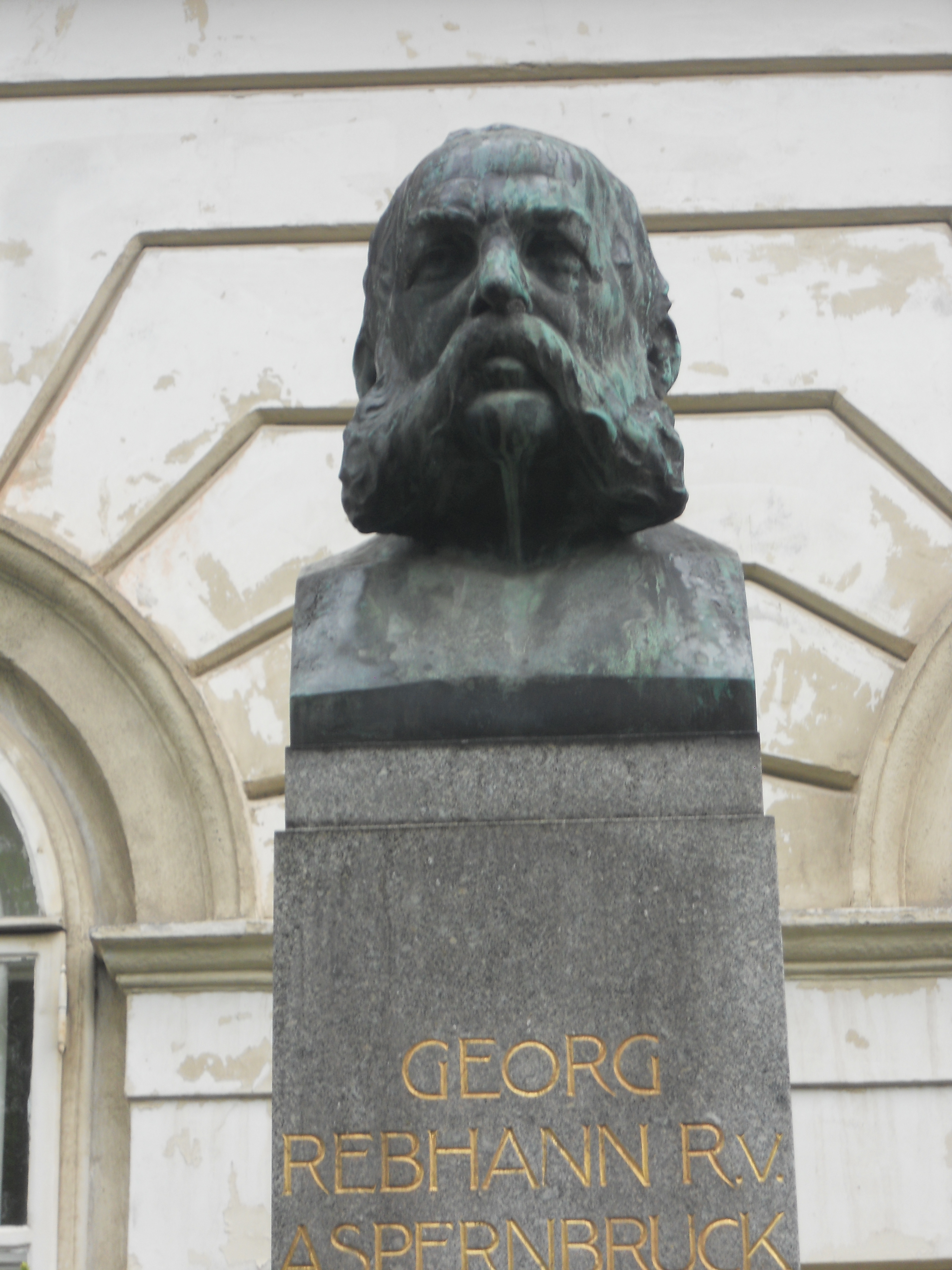
Büste von Georg Rebhann Ritter von Aspernbruck vor der TU Wien

Georg Rebhann Ritter von Aspernbruck (* 7. April 1824 in Wien; † 29. August 1892 in Altaussee) war ein österreichischer Bauingenieur, Hochschullehrer und Rektor der Technischen Hochschule Wien. Unter seiner Leitung wurde 1863–1864 die Aspernbrücke über den Donaukanal als Kettenbrücke erbaut.

## Leben
Georg Rebhann besuchte die Realschule und studierte anschließend am k.k. Polytechnischen Institut in Wien unter anderem bei Adam von Burg, Johann Philipp Neumann und Simon Stampfer. Außerdem studierte er an der Universität Wien Astronomie.
Von 1843 bis 1868 war er Beamter im Staatsbaudienst des Ministeriums des Inneren. Zunächst war er im Gubernial-Baudepartement in Lemberg tätig. Ab 1850 war er Ingenieur-Assistent, 1851 wurde Ingenieur in der Sektion für Straßen-, Wasser- und Brückenbau der General-Baudirektion. 1856 wurde er Ingenieur und 1858 Ober-Ingenieur im Ministerium für Handel, Gewerbe und öffentliche Bauten. 1868 beendete Rebhann seine Staatsbautätigkeit als Baurat. Unter seiner Aufsicht entstand unter anderem die hydrotechnische Donaukarte Passau-Orsowa.
1852 habilitierte er sich am Polytechnischen Institut für Baumechanik, 1855 wurde er an der Justus-Liebig-Universität Gießen promoviert. 1861 wurde er Titularprofessor, 1863 außerordentlicher Professor und 1868 schließlich ordentlicher Professor für Baumechanik und Theorie des Brückenbaues am Polytechnischen Institut. Rebhann war in den Studienjahren 1870/71, 1881/82 und 1884/85 bis 1887/88 Dekan der Bauingenieurschule. Im Studienjahr 1882/83 wurde er zum Rektor des 1872 in eine Technische Hochschule umgewandelten Polytechnischen Instituts gewählt.
Rebhann schrieb das zweibändige Standardwerk Höhere Ingenieurwissenschaften. 1871 formulierte er den „Rebhann'schen Satz“ über den Erddruck auf Stütz- und Futtermauern.

## Bauten

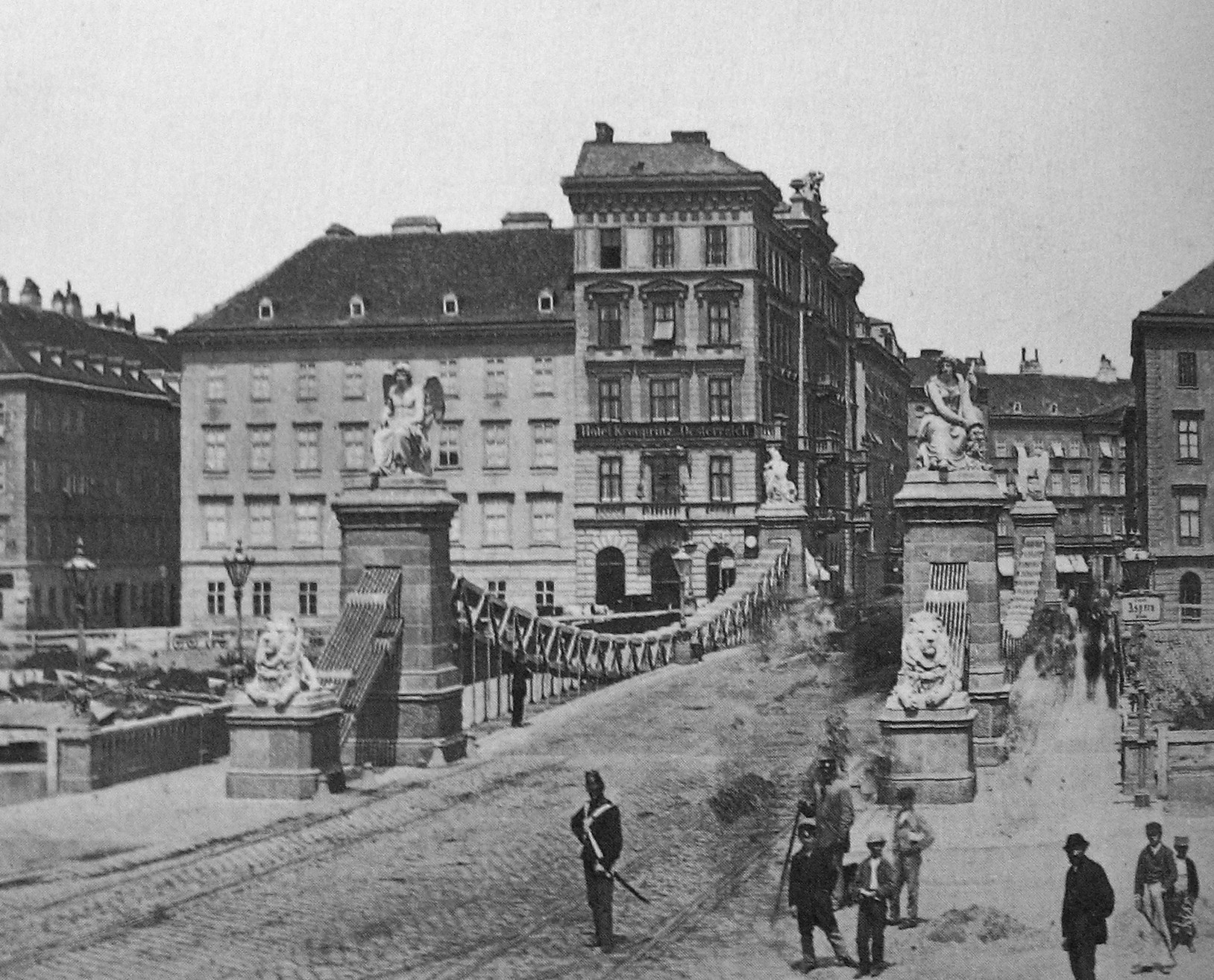
Aspernbrücke in den 1870er Jahren

- 1856–57: Rekonstruktion der Leitmeritzer Elbebrücke
- 1857–59: Straßen-, Brücken- und Wildbachregulierungsbauten bei Pontafel im Kanaltal
- 1861: Rekonstruktion der Fiumaner Gitterbrücke
- 1863–64: Erbauung der Aspernbrücke als Kettenbrücke

## Auszeichnungen
- 1864: Ernennung zum Ritter des Franz-Joseph-Ordens
- 1878: Orden der Eisernen Krone III. Klasse mit Promotion in den Ritterstand als „Rebhann Ritter von Aspernbruck“ am 12. V. 1879[1]
- 1888: Ernennung zum Hofrat
- 1895 wurde nach ihm die Rebhanngasse im 20. Wiener Gemeindebezirk Brigittenau benannt.
- 1903 wurde vor dem Hauptgebäude der Technischen Hochschule Wien eine Büste von ihm enthüllt, welche von Richard Luksch geschaffen wurde.[2]

## Schriften
- 1850: Graphische Bestimmung des Erddrucks an Futtermauern und deren Widerstandsfähigkeit. Allgemeine Bauzeitung 15, 1850, S. 193–199.
- 1856: Theorie der Holz- und Eisen-Constructionen: mit besonderer Rücksicht auf das Bauwesen. Gerold, Wien 1856.
- 1856–1871: Höhere Ingenieur-Wissenschaften. (2 Bände)
- 1862: Notizen über einige Parallel-Versuche mit dem österreichischen Portland-Cemente aus der Fabrik zu Perlmoos etc. Allgemeine Bauzeitung 27, 1862, S. 258–263
- 1863: Ergebnisse aus den 1862 angestellten Parallelversuchen mit dem österreichischen Portland-Cemente etc. Zeitschrift des Österreichischen Ingenieur- und Architektenvereins 15, 1863, S. 1–8, 146–149, 196–199.
- 1868: Baumechanik, zusammengestellt nach Vorträgen am k. k. polytechnischen Institut Wien, 1868
- 1870: Theorie der Brücken-Constructionen, zusammengestellt nach Vorträgen am k. k. polytechnischen Institut Wien, herausgegeben von A. Pellion und A. Schwarzel, 1870.
- 1871: Theorie des Erddruckes und der Futtermauern.
- 1873: Vorträge über Baumechanik, herausgegeben von M. Pechatschek, 1873.
- 1880: Normal-Profile des lichten Raumes, Belastungs-Tabellen und Formeisen-Sorten etc., herausgegeben von F. Grobben, 1880.
- 1883: Das Ingenieurbaufach im Allgemeinen und die hierin grundlegenden Bauconstructionslehren insbesondere. Jahresbericht über das Studienjahr 1881/82 der Technischen Hochschule Wien, 1883, S. 33 ff.